# Darzu ist erschienen der Sohn Gottes
Darzu ist erschienen der Sohn Gottes (BWV 40) ist eine Kirchenkantate von Johann Sebastian Bach. Er komponierte die Weihnachtskantate in Leipzig für den 2. Weihnachtstag und führte sie am 26. Dezember 1723 erstmals auf.
Bach bearbeitete später den Eingangschor als Schluss Cum Sancto Spiritu seiner Missa F-Dur, BWV 233.

## Geschichte und Worte
Bach schrieb die Kantate in seinem ersten Amtsjahr in Leipzig für den 2. Weihnachtstag. An diesem Tag wurde in Leipzig abwechselnd, mit verschiedenen Lesungen, der Märtyrer Stephanus und Weihnachten gefeiert. Die vorgeschriebenen Lesungen 1723 waren als Epistel Apg 6,8–7 , 6,22  und 7,51–59 , die Steinigung des Stephanus, und als Evangelium Mt 23,34–39 , die Klage über Jerusalem. Der Kantatentext eines unbekannten Dichters geht nicht auf den Märtyrer ein, sondern behandelt Jesus als den Überwinder der Sünde. Der Dichter zitierte in Satz 1 die Bibel mit einem Vers aus dem 1. Brief des Johannes, 1 Joh 3,8 . Seine eigenen Texte enthalten zahlreiche Anspielungen auf Bibelstellen: Satz 2 beruht auf Joh 1,14 , Satz 5 bezieht sich auf die Schöpfungsgeschichte (Gen 3,15 ), das dort verwendete Bild der Schlange erscheint auch in den Sätzen 4 und 6. In Satz 7 wird schließlich Vers 37 des Evangeliums aufgegriffen: „Jerusalem, Jerusalem, die du tötest die Propheten und steinigst, die zu dir gesandt sind! Wie oft habe ich deine Kinder versammeln wollen, wie eine Henne ihre Küken versammelt unter ihre Flügel; und ihr habt nicht gewollt!“.

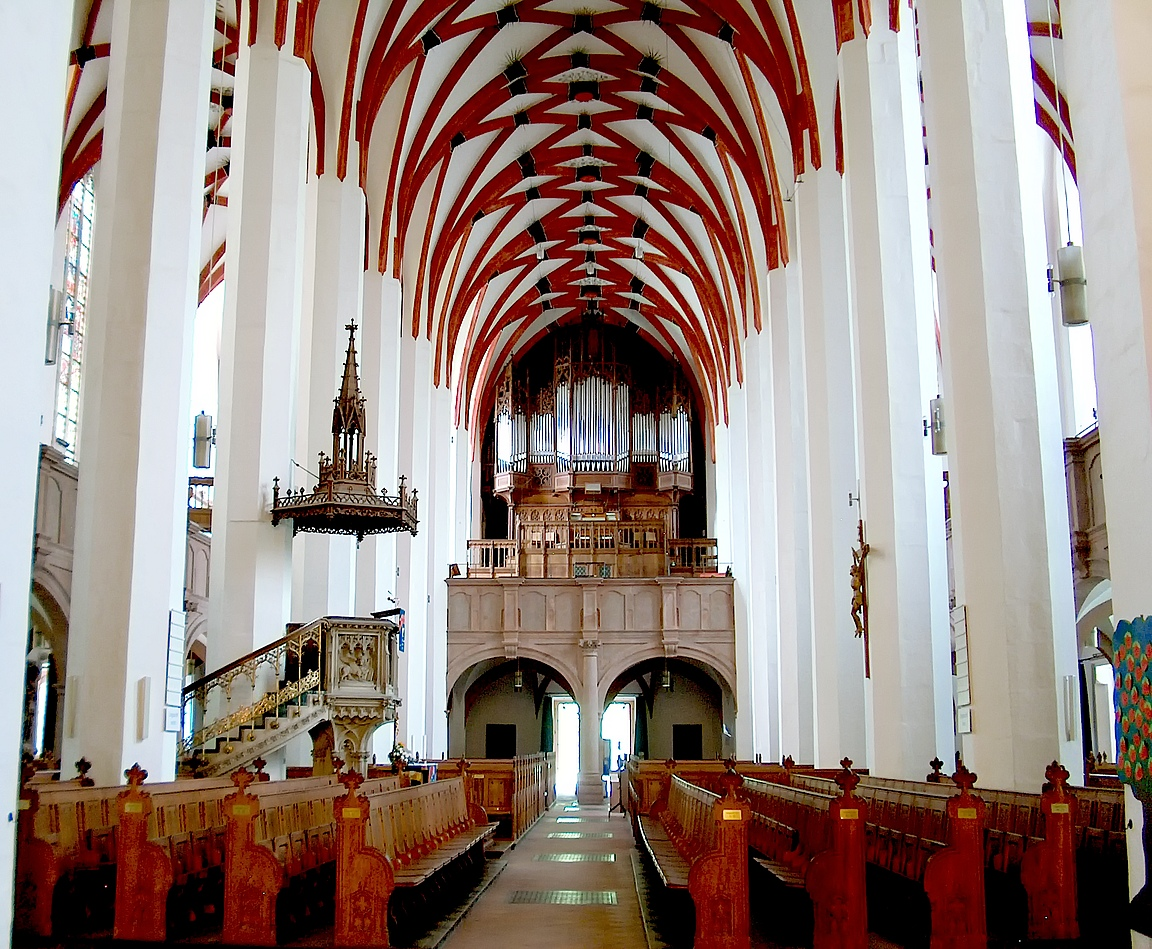
Thomaskirche, 2008

Nicht weniger als drei Choralstrophen aus verschiedenen Kirchenliedern sind Bestandteil des Textes, während Bach normalerweise nur eine Choralstrophe zum Abschluss wählte und die am Vortag musizierte Kantate aus der Weimarer Zeit, Christen, ätzet diesen Tag, BWV 63, gar keine Choralstrophe enthielt. Während der Weihnachtszeit 1723 verwendete Bach das strukturierende Element von drei Choralstrophen, das in seinen Kantaten eher selten ist, zwei weitere Male, Sehet, welch eine Liebe hat uns der Vater erzeiget, BWV 64, und in Schau, lieber Gott, wie meine Feind, BWV 153. Bach setzte die Gliederung eines größeren Werkes in Szenen, die jeweils durch eine Choralstrophe beschlossen werden, später in seinen Passionen und im Weihnachtsoratorium ein.
Satz 3 der Kantate ist die dritte Strophe von Kaspar Fügers „Wir Christenleut“ (1592), Aus diesem Lied verwendete Bach am Ende von Teil III des Weihnachtsoratoriums die Strophe „Seid froh, dieweil“. Es wird gesungen auf die früher entstandene Melodie eines anonymen Komponisten (1589). Satz 6 ist die zweite Strophe von Paul Gerhardts „Schwing dich auf zu deinem Gott“ (1648). Es ist kein Weihnachtslied, passt jedoch mit seiner Erwähnung der „alten Schlange“ im Kontext besonders gut. Es wird auf eine Melodie gesungen, die möglicherweise von Friedrich Funcke stammt. Der Schlusschoral ist die vierte und letzte Strophe von Christian Keymanns „Freuet euch, ihr Christen alle“ (1646). Seine Melodie wurde von Andreas Hammerschmidt komponiert und in seiner Sammlung Vierter Theill Musicalischer Andachten in Freiberg (Sachsen) 1646 als achtstimmiger Satz veröffentlicht.

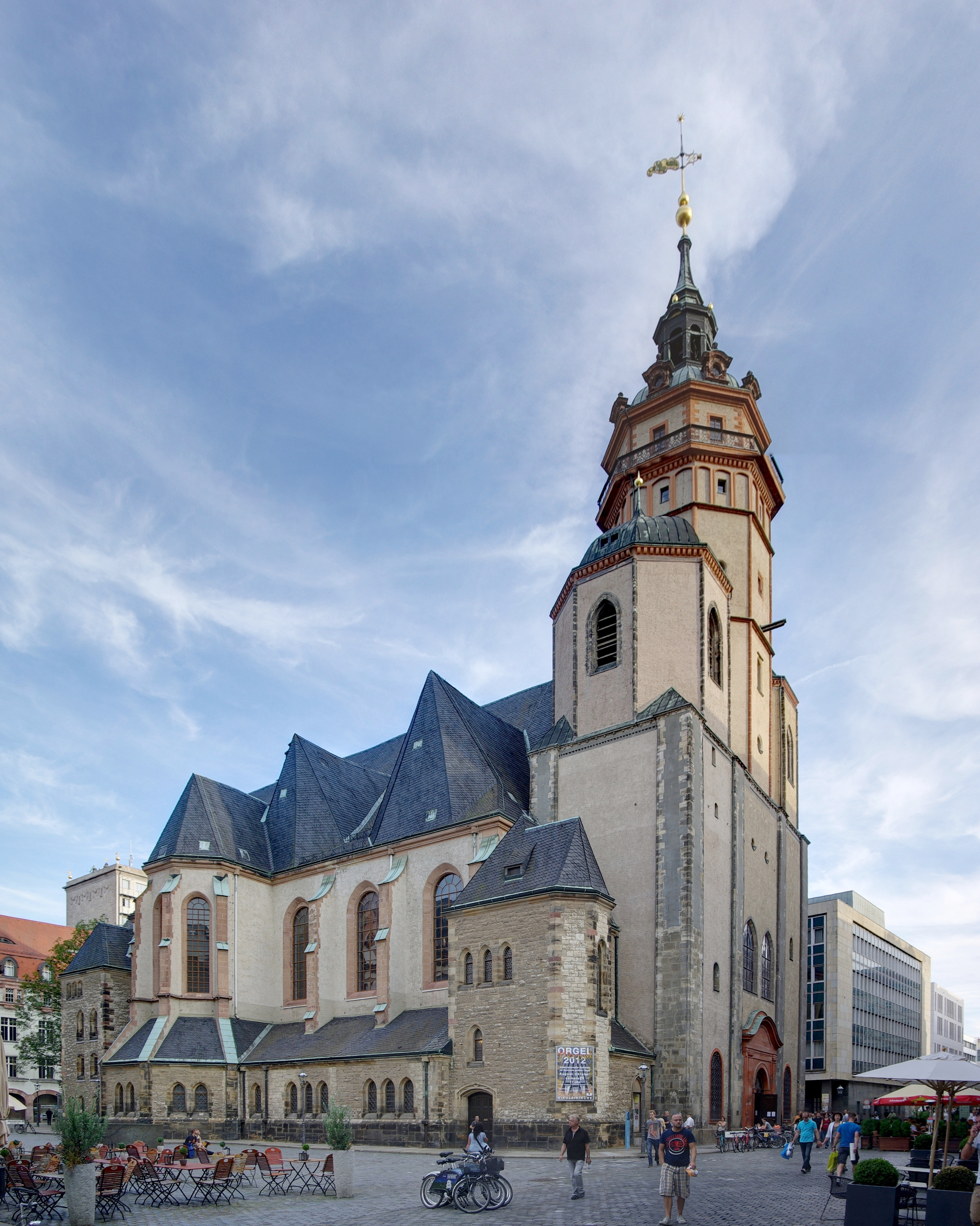
Nikolaikirche, 2012

Bach führte die Kantate am 26. Dezember 1723 erstmals auf, innerhalb seiner ersten Weihnachtszeit in Leipzig, die zwischen dem 1. Weihnachtstag und Epiphanias sechs Kantaten brachte, davon fünf neue Kompositionen, sowie zwei weitere neue große Chorwerke:
- 25. Dezember

- BWV 63, Sanctus in D-Dur, BWV 238, im Hauptgottesdienst
- BWV 63, Magnificat in Es-Dur, BWV 243, im Vespergottesdienst

- 26. Dezember BWV 40
- 27. Dezember Sehet, welch eine Liebe hat uns der Vater erzeiget, BWV 64
- 1. Januar Singet dem Herrn ein neues Lied, BWV 190
- 2. Januar Schau, lieber Gott, wie meine Feind, BWV 153
- 6. Januar Sie werden aus Saba alle kommen, BWV 65

Die Kantaten wurden jeweils zweimal aufgeführt, sowohl im Hauptgottesdienst, abwechselnd in den beiden Hauptkirchen Thomaskirche und Nikolaikirche, als auch im Vespergottesdienst in der jeweils anderen Kirche.
Bach bearbeitete 1738 den Eingangschor als Cum Sancto Spiritu seiner Missa F-Dur, BWV 233.

## Besetzung und Aufbau
Die Kantate ist gesetzt für drei Solisten, Alt, Tenor und Bass, vierstimmigen Chor, zwei Hörner, zwei Oboen, zwei Violinen, Viola und Basso continuo.
1. Chor: Darzu ist erschienen der Sohn Gottes
2. Recitativo (Tenor): Das Wort ward Fleisch
3. Choral: Die Sünd macht Leid
4. Aria (Bass): Höllische Schlange, wird dir nicht bange?
5. Recitativo (Alt): Die Schlange, so im Paradies
6. Choral: Schüttle deinen Kopf und sprich
7. Aria (Tenor): Christenkinder, freuet euch!
8. Choral: Jesu, nimm dich deiner Glieder

## Musik
Julian Mincham sieht die Kantate in drei Abschnitte gegliedert, die jeweils durch einen Choral abgeschlossen sind:
- Chor, Rezitativ, Choral – Die Aufgabe von Christus in einer Welt voll Sünde
- Arie, Rezitativ, Choral – Die Handlung Christi im Kampf gegen den Satan
- Arie, Choral – die Freude des Christen darüber

Bach benutzte thematisches Material aus den Chorälen für seine eigenen Sätze, zum Beispiel ist das Horn-Motiv des Eingangschors vom Beginn des ersten Chorals abgeleitet. Das legt den Gedanken nahe, dass die Struktur der Kantate feststand, ehe er mit der Komposition begann.
Der ausgedehnte Eingangschor in F-Dur behandelt den kurzen Text „Darzu ist erschienen der Sohn Gottes, daß er die Werke des Teufels zerstöre.“ Das Horn eröffnet das Ritornell mit einem kurzen signalartigen Motiv, das von den Oboen und Streichern aufgenommen und weitergeführt wird. Klaus Hofmann stellt heraus: „Dieses Zerstörungswerk wird im Chor durch hämmernde Tonrepetitionen und ausgedehnte Koloraturen verbildlicht, aber all dies Illustrative bleibt einer weihnachtlichen Feierlichkeit und gottesdienstlichen Würde der Textdarstellung in einer weitumrissenen musikalischen Rahmenform untergeordnet“. Der Satz entspricht dem Konzept von Praeludium und Fuge, denn der Text beginnt homophon zu einer Wiederholung des Ritornells, wird dann in einer Fuge wiederholt, und schließlich erneut, ähnlich wie am Anfang, in madrigalischem Stil zusammengefasst. John Eliot Gardiner vergleicht den Stil des Satzes mit dem stilo concitato von Claudio Monteverdi. Der Text, der von den „Werken des Teufels“ spricht, wird in Tonwiederholung vorgetragen, sowohl im ersten Abschnitt als auch in der Fuge. In beiden Teilen erscheint die Zerstörung als eine abwärts gerichtete schlangenähnliche Koloratur, während der Text „Darzu ist erschienen der Sohn Gottes“ in der Fuge durch ein neues ruhiges Thema dargestellt wird, das der Tenor vorstellt, gefolgt von Bass, Sopran und Alt, begleitet nur vom Continuo. Dieses Thema wird im weiteren Verlauf den beiden Elemente gegenübergestellt, die die Werke und die Zerstörung verdeutlichen. Es bleibt fast während der ganzen Fuge gegenwärtig.
Das Secco-Rezitativ wird vom Tenor gesungen, der üblichen Stimme für den Evangelisten, und vermittelt: „Das Wort ward Fleisch und wohnet in der Welt“. Der Choral führt zurück zur Überwindung der Sünde: „Die Sünd macht Leid“.
Die Bass-Arie „Höllische Schlange, wird dir nicht bange?“ wird von Oboen und Streichern begleitet. Hofmann beschreibt sie als „weiträumiges, durchaus opernhaftes Baßsolo voller Triumph über die 'höllische Schlange'“. Das Accompagnato-Rezitativ „Die Schlange, so im Paradies“ erläutert, dass die Sünde überwunden wurde. Der darauf bezogene zweite Choral spricht ebenfalls von der Schlange: „Schüttle deinen Kopf und sprich: Fleuch, du alte Schlange!“. Er ist ebenfalls ein vierstimmiger Chorsatz.
Die Tenor-Arie „Christenkinder, freuet euch!“ wird von den konzertierenden Hörnern und Oboen begleitet und malt das Wort „freuet“ durch ausgedehnte Koloraturen aus, das Wort „erschrecken“ durch unvermittelte Pausen. Die Arie nimmt die frohe Stimmung des Eingangschors wieder auf. Die Kantate wird beschlossen durch „Jesu, nimm dich deiner Glieder“, den dritten vierstimmigen Choral, der Jesus um weiteren Beistand auch im kommenden Jahr bittet.

## Einspielungen
- Les Grandes Cantatas de J. S. Bach Vol. 20. Fritz Werner, Heinrich-Schütz-Chor Heilbronn, Pforzheimer Kammerorchester, Claudia Hellmann, Georg Jelden, Jakob Stämpfli. Erato, 1964.
- Die Bach Kantate Vol. 62. Helmuth Rilling, Figuralchor of the Gedächtniskirche Stuttgart, Bach-Collegium Stuttgart, Verena Gohl, Adalbert Kraus, Siegmund Nimsgern. Hänssler, 1970.
- J.S. Bach: Das Kantatenwerk – Sacred Cantatas Vol. 3. Gustav Leonhardt, Knabenchor Hannover, Leonhardt-Consort, René Jacobs, Marius van Altena, Max van Egmond. Teldec, 1975.
- Bach Made in Germany Vol. 4 – Cantatas IX, Hans-Joachim Rotzsch, Thomanerchor, Neues Bachisches Collegium Musicum, Ortrun Wenkel, Peter Schreier, Siegfried Lorenz. Eterna, 1981.
- Bach: Cantata Advent/Cantata Christmas. Wolfgang Kelber, Heinrich-Schütz-Ensemble München, Monteverdi-Orchester München, Reiner Schneider-Waterberg, Kobie van Rensburg, Christian Hilz. Calig-Verlag, 1996.
- J. S. Bach: Complete Cantatas Vol. 8. Ton Koopman, Amsterdam Baroque Orchestra & Choir, Bogna Bartosz, Jörg Dürmüller, Klaus Mertens. Antoine Marchand, 1998.
- Bach Edition Vol. 15 – Cantatas Vol. 8. Pieter Jan Leusink, Holland Boys Choir, Netherlands Bach Collegium, Sytse Buwalda, Marcel Beekman, Bas Ramselaar. Brilliant Classics, 2000.
- J.S. Bach: Cantatas Vol. 15 - Cantatas from Leipzig 1723. Masaaki Suzuki, Bach Collegium Japan, Robin Blaze, Gerd Türk, Peter Kooij. BIS, 2000.
- Bach Cantatas Vol. 14: New York. John Eliot Gardiner, Monteverdi Choir, English Baroque Soloists, Robin Tyson, James Gilchrist, Peter Harvey. Soli Deo Gloria, 2000.